# Кёйперс, Симон
Симон Петрус Кёйперс (нидерл. Simon Petrus Kuipers; 9 августа 1982; Харлем, Нидерланды) — нидерландский конькобежец, призёр чемпионата мира на отдельных дистанциях, бронзовый призёр чемпионата мира в спринтерском многоборье, участник Олимпийских игр 2006 и 2010 года, двукратный чемпион Нидерландов на 1000 и 1500 м.

## Биография
Участвовал на чемпионате мира среди юниоров 2001 года, где занял 10-е место в многоборье.
Дебютировал в Кубке мира в сезоне 2003/2004. На этапах Кубка мира дважды выигрывал на дистанции 1500 м, оба раза в сезоне 2007/2008.
На Олимпийских играх 2006 года в Турине участвовал на двух дистанциях, стал 23-м на 500 м и 4-м на 1500 м.
В 2008 году занял второе место на чемпионате мира на дистанции 1500 м.
В 2009 году стал бронзовым призёром чемпионата мира в спринтерском многоборье.
На Олимпийских играх 2010 года в Ванкувере участвовал на четырёх дистанциях, стал 20-м на 500 м, 6-м на 1000 м, 7-м на 1500 и третьим в командной гонке.
В марте 2012 года объявил о завершении спортивной карьеры.